# أدريان روجرز
أدريان روجرز (بالإنجليزية: Adrian Rogers) هو قس أمريكي، ولد في 12 سبتمبر 1931 في ويست بالم بيتش في الولايات المتحدة، وتوفي في 15 نوفمبر 2005 في ممفيس في الولايات المتحدة بسبب سرطان القولون.

## وصلات خارجية
- أدريان روجرز على موقع IMDb (الإنجليزية)
- أدريان روجرز على موقع ميوزك برينز (الإنجليزية)